# رودولف، ولیعهد اتریش–مجارستان
رودولف (آلمانی: Rudolf von Österreich-Ungarn، زادهٔ ۲۱ اوت ۱۸۵۸ – درگذشتهٔ ۳۰ ژانویهٔ ۱۸۸۹) آرشیدوک و ولیعهد امپراتوری اتریش–مجارستان بود. او تنها پسر فرانتس یوزف یکم و الیزابت و وارث تاج و تخت پادشاهی بود. رودولف به همراه معشوقه‌اش، بارونس ماری وتسرا در کلبهٔ شکار مایرلینگ خودکشی کرد.

## نگارخانه

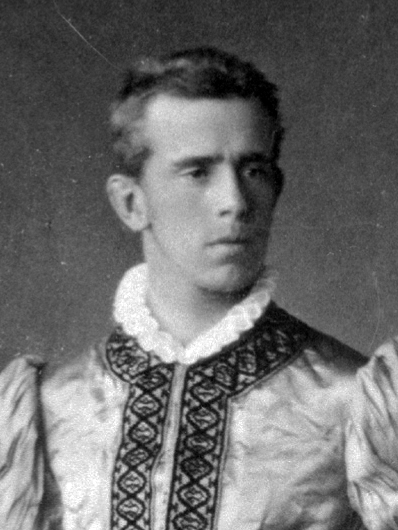
رودولف جوان
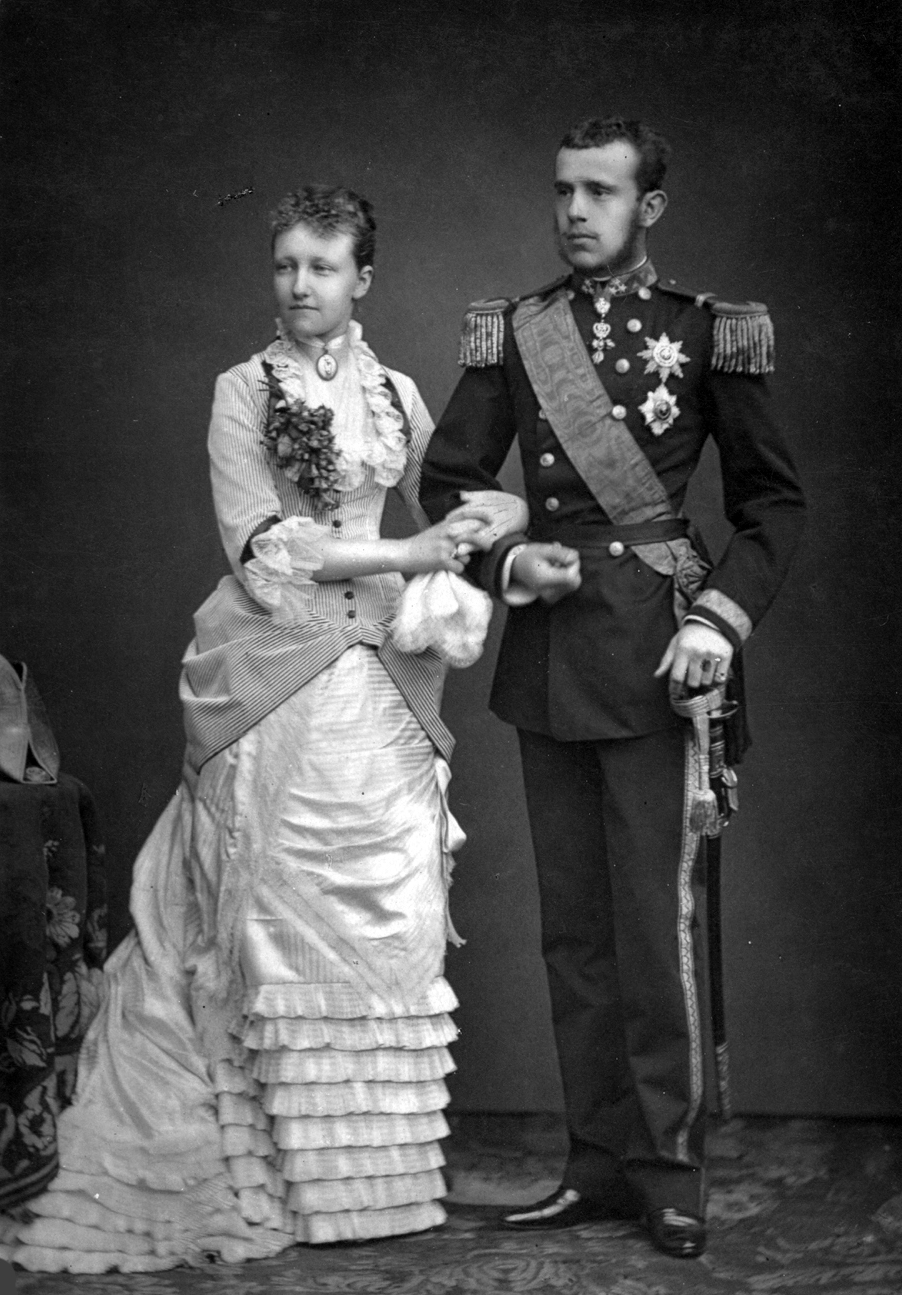
عکس رسمی نامزدی رودولف و شاهزاده استفانی بلژیک در ۱۸۸۱
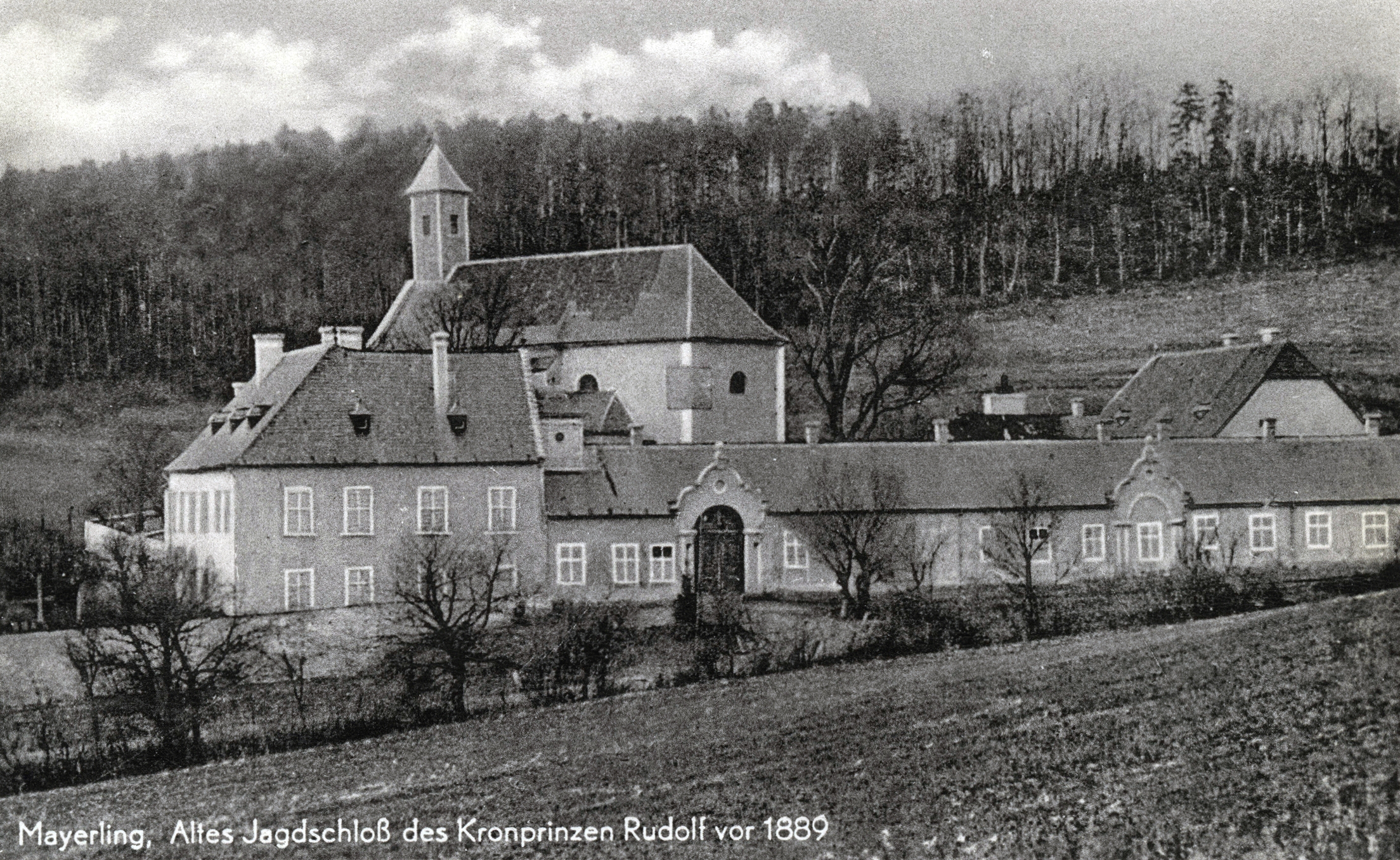
کلبهٔ شکار مایرلینگ که رودولف در آنجا به سال ۱۸۸۹خودکشی کرد.
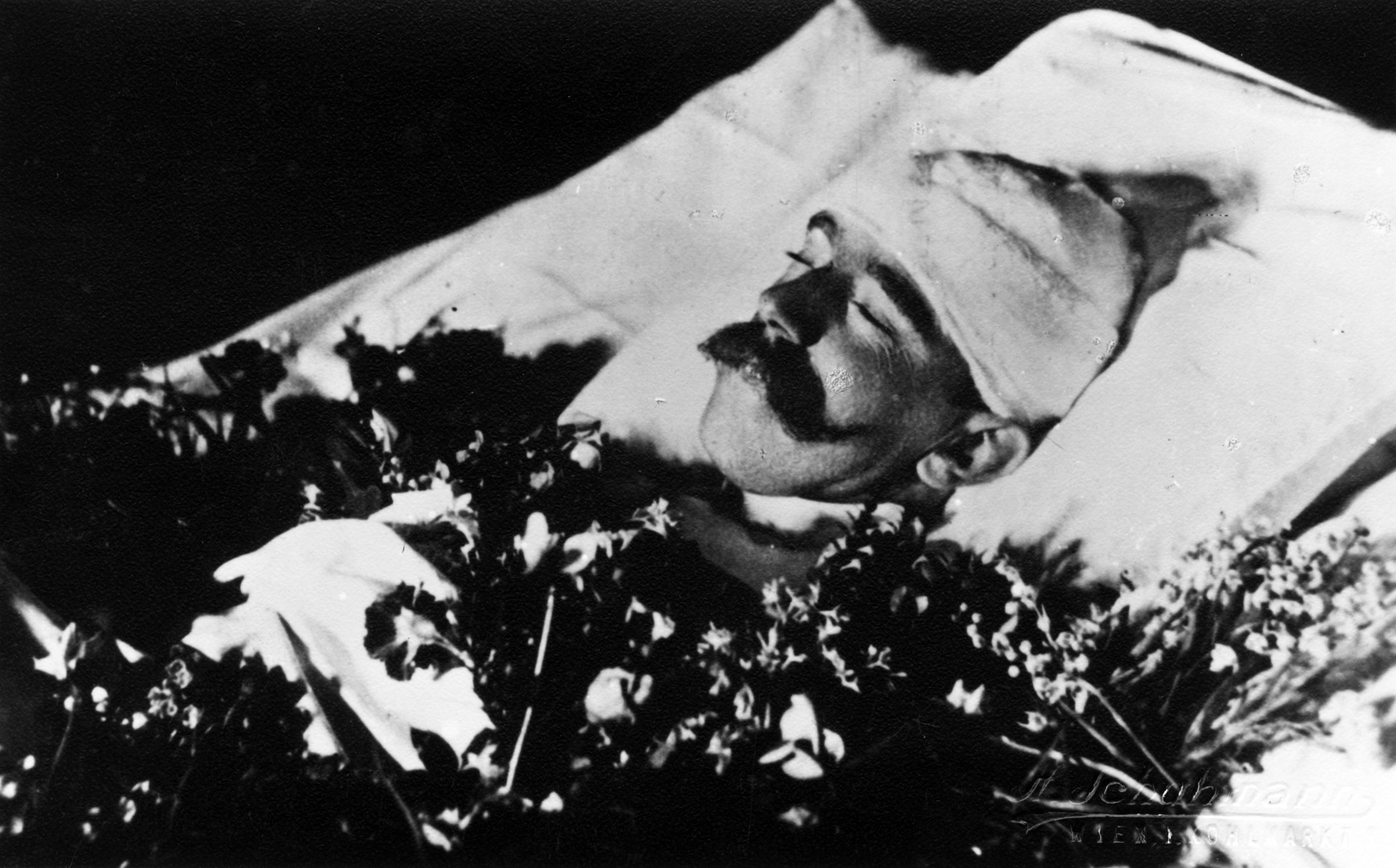
ولیعهد در بستر برای دیدار خصوصی در قصر هفبورگ در وین. جمجمه او به‌دلیل شلیک گلوله بسته شده‌بود.
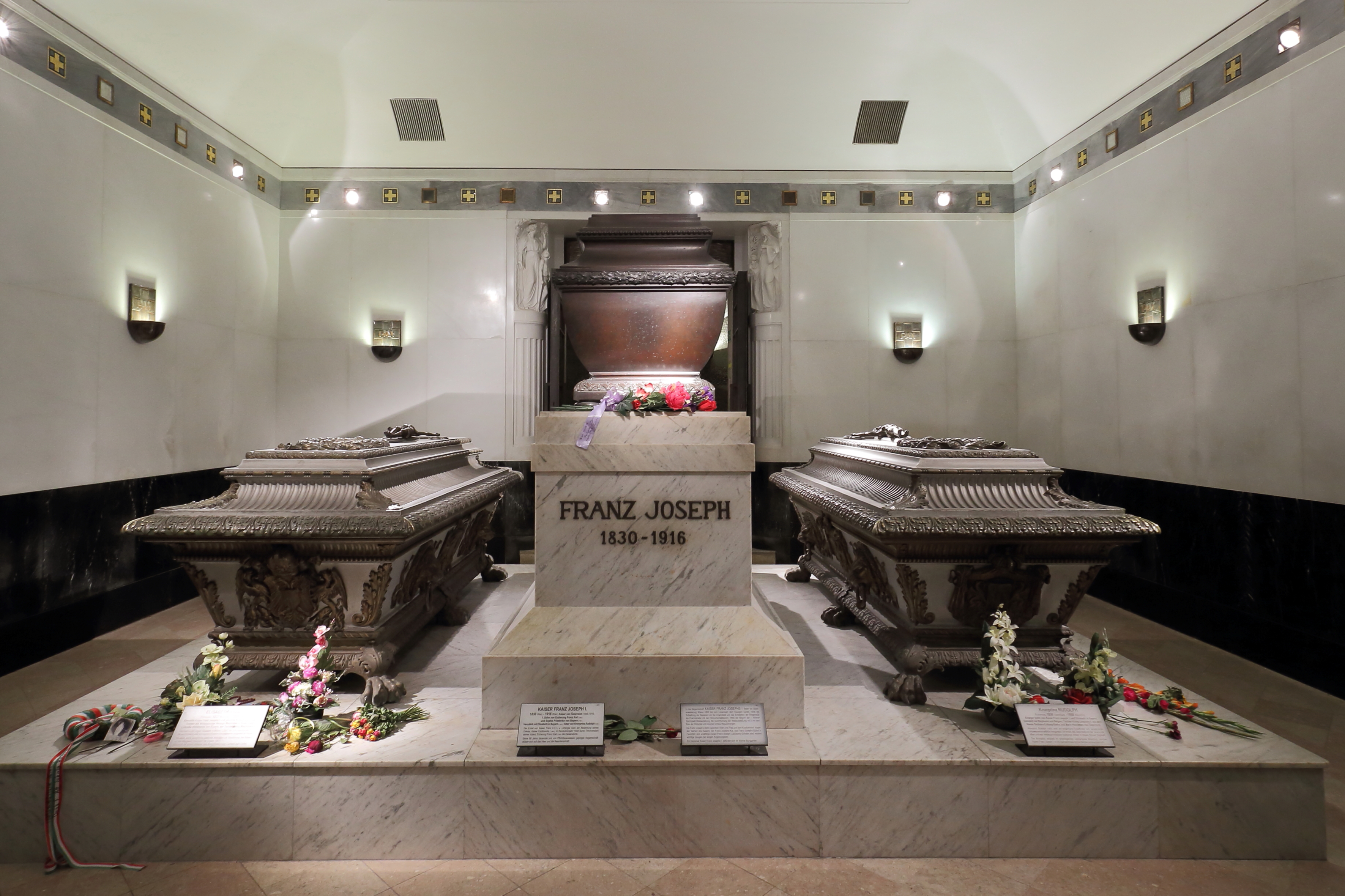
آرامگاه رودولف در راست کنار والدینش در گورابه سلطنتی در وین
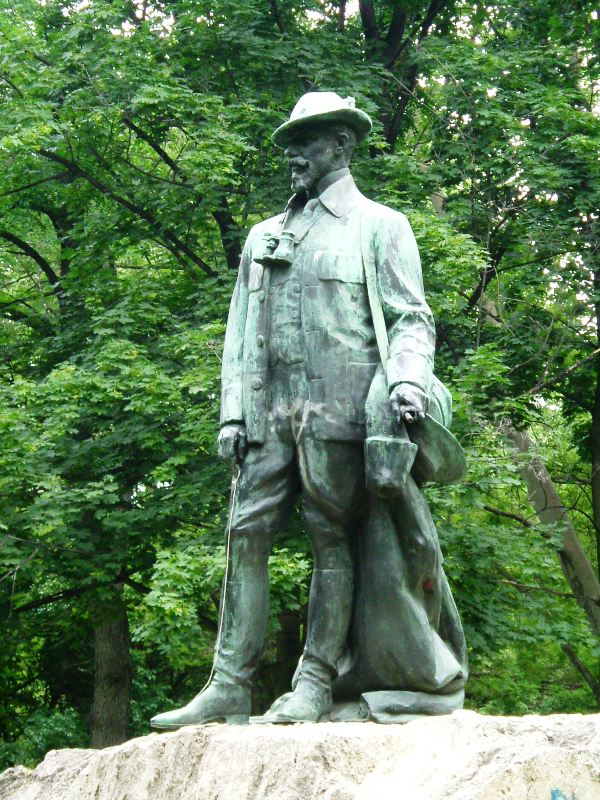
مجسمهٔ رودولف در پارک شهر بوداپست